# Черносвитино
Черносвитино — упразднённая деревня, вошедшая в черту города Калуга Калужской области России. 

## География
Расположена на Среднерусской возвышенности,  на берегах  Яченки (приток Оки). Возле бывшей деревни находится Калужский бор  - особо охраняемая природная территория, памятник природы федерального значения.

## История
До революции деревня, сельцо Карачевской волости Калужского уезда.
Упомянута в писцовой книге 1630-1631 годов. На тот момент она состояла из одного крестьянского двора и двух дворов бобылей.
В XVII—XVIII вв. ей владели Еропкины, Яковлевы, Чебышевы и др.
В 1782 году в деревне было 11 дворов. 
В 1903 году число жителей составило 341 человек
В советские годы возглавляла Черносвитинский сельсовет, куда в 1950 году также входили населённые пункты Бабенки, Белое болото и Железняки. После того как 10 сентября 1953 года Черносвитинский сельсовет объединен с Мстихинским и Карачевским сельсоветами центр укрупнённого Черосвитинского сельсовета переместился в деревню Белую.